# Motín de Urriola

El Motín de Urriola fue un conato revolucionario ocurrido en Chile el 20 de abril de 1851 provocado por los opositores al régimen de Manuel Bulnes.

## Antecedentes
El período que precedió a las elecciones presidenciales de los días 25 y 26 de julio de 1851 se caracterizó por la efervescencia política, reflejada en infinidad de conspiraciones a todo lo largo del país.
Manuel Bulnes se encontraba en la presidencia y tuvo que soportar toda clase de movimientos políticos. El 7 de noviembre de 1850 se declaró el estado de sitio y se apresaron los participantes de la conspiración fraguada en Aconcagua, y dos días después se prohibía la Sociedad de la Igualdad.
Las innumerables conspiraciones que se fraguaron en los meses siguientes tuvieron su culminación en el golpe militar que estalló el 20 de abril de 1851. A medianoche del 19, el coronel Pedro Urriola Balbontín se dirigió al cuartel Valdivia (lugar donde se encuentra hoy el antiguo edificio del Congreso Nacional en Santiago), apoyado por José Miguel Carrera Fontecilla, hijo del líder de la independencia; Benjamín Vicuña Mackenna, Francisco Bilbao y Manuel Recabarren Rencoret. Estos dos últimos habían ofrecido mandarle 5 mil hombres, de los cuales solo llegaron 15.
Urriola ordenó al teniente Luis Herrera que al mando del destacamento Valdivia se dirigiera a tomar el cuartel de los cívicos. Apenas Herrera dejó la plaza, un sargento le disparó bajo las órdenes del General Marcos Maturana del Campo quien estando al mando de  mando de la tropa sofocó la rebelión y se fue a la Casa de Moneda a informarle al presidente Manuel Bulnes. El destacamento Chacabuco también defendía al gobierno, y Bulnes en La Moneda inició la defensa, acicateado por la eficaz defensa de Maturana en la que también participó su hijo, Marcos 2º. Al verlo herido, se dice que el General Maturana exclamó de quien sería más tarde Jefe del Estado Mayor en los combates de Chorrillos y Miraflores en Lima en 1880, "me salió bueno el niño".
Al amanecer, Urriola se dio cuenta de que estaba en una posición muy desfavorable, pues no contaba con fuerzas ni con municiones. A pesar de ello, a las 7 de la mañana dispuso el ataque al cuartel de artillería. Este ataque fue rechazado varias veces.
En medio de la refriega, los amotinados reemplazaron en el caudillaje a Urriola por el coronel Justo Arteaga Cuevas. Después de una lucha sin posibilidades de victoria y habiendo muerto Urriola, alcanzado por una bala, Arteaga se refugió en la legación norteamericana.
A las 11 de la mañana el motín estaba sofocado. Esta acción agravó la tirantez entre el gobierno y el vencido electoralmente general José María de la Cruz, temiéndose un nuevo pronunciamiento, el cual iba a estar, en efecto, unos meses más tarde, primero en el Motín de Cambiaso en Punta Arenas y la Guerra Civil de 1851.